# さいはてにて-やさしい香りと待ちながら-
『さいはてにて-やさしい香りと待ちながら-』（さいはてにて やさしいかおりとまちながら）は、2015年2月28日公開された映画である。監督は台湾の女性監督チアン・ショウチョン（中国語: 姜秀瓊）。配給は東映が行う。主演は永作博美と佐々木希。日本初の世界農業遺産に登録された能登半島（珠洲市）を舞台に、一杯の珈琲を味わう旨さを繋ぐため、人と人との心が暖まる物語。
公開2週間後、石川県での観客動員数が1万人を超えた。

## キャスト
- 吉田岬 - 永作博美 : 「ヨダカ珈琲店」店主。
- 山崎絵里子 - 佐々木希 ： 有沙と翔太の母でシングルマザー。
- 山崎有沙 - 桜田ひより ： 絵里子の娘。
- 山崎翔太 - 保田盛凱清 ： 絵里子の息子。
- 城山恵 - 臼田あさ美 ： 小学校教師。有沙のクラスの担任。
- 村田玉枝 ‐ 円城寺あや
- 弁護士 - イッセー尾形
- 清水俊夫 - 村上淳 ： 岬の父。元漁師で8年前に行方不明になる。
- 男 - 永瀬正敏（友情出演） ： 絵里子の恋人。
- 山崎由希子 - 浅田美代子 ： 絵里子の祖母。
- 漁師の家族の一人-　中村メイコ
- 桜井梨佳 - 舞優
- ピアスを盗もうとして捕まった際有沙のせいにする女子校生 - 北香那

## 製作
2013年9月22日より、石川県珠洲市で撮影が行われた。タイトルは2013年9月時点では『さいはてにて かけがえのない場所』と発表されていたが、同年12月の予告編公開時には現タイトルに変更された。
珠洲市の木ノ浦海岸でロケを行い、邦画のキャスト、スタッフと台湾のスタッフの混成チームにより、三大映画祭やアジア全域で公開に向けて製作している。

### スタッフ
- 監督 - チアン・ショウチョン
- 脚本 - 柿木奈子
- 製作 - 遠藤茂行、木下直哉、高澤基、大崎正人、間宮登良松、出樋一親、笹原忠義、古田栄昭、黒河内豊
- プロデューサー - 大久保忠幸、渡辺和昌
- アソシエイトプロデューサー - 柳迫成彦
- 協力プロデューサー - 菊池淳夫
- 音楽プロデューサー - 津島玄一
- 撮影監督 - 真間段九朗
- 美術 - 金勝浩一
- 照明 - 田中利夫
- 録音 - 山田幸治
- 装飾 - 鈴村高正
- 編集 - 渡辺直樹
- 音楽 - かみむら周平
- 音響効果 - 柴崎憲治
- 衣装 - 宮本茉莉、江頭三絵
- ヘアメイク - 小出みさ
- 製作担当 - 三上慎一
- 助監督 - 山内健嗣
- 通訳 - 趙怡華
- 協力自治体 - 石川県
- 配給 - 東映
- 製作プロダクション - ブロードマークス
- 製作 - 「さいはてにて」製作委員会（珠洲市、東映、木下グループ、京楽産業ホールディングス、北國新聞社、ブロードマークス、有得電影有限公司、東映ビデオ、講談社、DOKI ENTERTAINMENT、北陸放送、北陸朝日放送、テレビ金沢）

## 評価

### 受賞
- 第17回台北映画祭
  - 観客賞（国際ニュータレント・コンペティション部門）[5]
  - 最優秀主演女優賞（永作博美）[6]